# George Gipp
George "The Gipper" Gipp (Laurium, 18 de fevereiro de 1895 — South Bend, 20 de dezembro de 1920) foi um jogador de futebol americano universitário que jogou pela Universidade de Notre Dame. Gipp desempenhou várias posições, mais notavelmente halfback, quarterback e punter. Gipp morreu aos 25 anos de uma infecção na garganta por estreptococos a apenas poucos dias depois de liderar seu time em uma vitória sobre Northwestern.